# Turška Van mačka
Turška Van mačka je pasma domačih mačk, ki so jo v Združenem kraljestvu vzredili iz izbora mačk, pridobljenih iz različnih mest sodobne Turčije, zlasti jugovzhodne Turčije.:112 Odlikuje jo Van vzorec (poimenovan po pasmi) - po celem telesu je bela, brez pigmenta, obarvan pa je samo njen košati rep in zgornji del glave;  Turški Van ima lahko modre ali jantarne oči ali pa ima eno oko modro in drugo jantarno. Za pasmo se trdi, da izhaja iz domače sorte običajno popolnoma belih Van mačk (turško Van kedisi), ki so jih našli v bližini jezera Van, čeprav je en od dveh originalnih rejcev zapisal, da nobena od mačk, ki so bile izvorne v pasmi, ni prišla iz območja Van.:114
Potem so jo poimenovali Turška mačka, pasmo je leta 1969 prvič priznala organizacija Governing Council of the Cat Fancy (GCCF) s sedežem v Veliki Britaniji.:113 Kasneje so jo preimenovali v "Turško Van", da bi jo bolje ločili od pasme Turška angora. Izraz "Turški Vankedisi" uporabljajo nekatere organizacije kot ime za popolnoma bele primerke uradne Turške Van pasme, poimenovanje se zlahka pomotoma zamenja z Van kedisi  landrace mačke, ki so prav tako pogosto tudi popolnoma bele barve. 

## Pasemski standardi
Pasemski standardi dovoljujejo eno ali več pik na telesu, do 20% obarvanosti in mačka ne sme dajati videza dvobarvnosti. Sprejemljivo je nekaj naključnih pik, ki pa ne smejo škoditi vzorcu. Preostala obarvanost mačke je bela. Čeprav sta rdeča tabby in bela klasični Van barvi, je lahko barva na glavi in repu ena od sledečih: rdeča, kremna, črna, modra, rdeča tabby, kremna tabby, rjava tabby, modra tabby, tortoiseshell, modro kremna in katera koli druga barva, ki ne dokazuje križanj s point obarvanimi pasmami (siamska, himalajska itd.). Vsi registri ne prepoznajo vseh teh barvnih različic. 
Medtem ko nekaj registrov v celoti bele primerke priznava kot Turške Van mačke, jih večina ne priznava. Cat Fanciers' Association s sedežem v ZDA (CFA, največji svetovni register rodovniških mačk) in Fédération Internationale Féline (FIFe, največja mednarodna organizacija ljubiteljev mačk) priznavajo samo primerke z Van vzorcem, saj pasmo opredeljujejo tako po tipu in vzorcu. Nemška mednarodna World Cat Federation (WCF) meni, da so vsi beli osebki ločena pasma Turška Vankedisi, ime, ki se zlahka pomotoma zamenja z landrace Van kedisi (Van mačka). 

### Verietete
- Kremna
- Rdeča tabby
- Črna
- Tortoiseshell